# Rachis cérébral
Le rachis cérébral enferme la moelle épinière et est constitué de trois membranes de tissu fibreux appelées les méninges. Celles-ci couvrent tout le cerveau et la moelle épinière. Le liquide céphalo-rachidien est clair et aqueux, il flotte autour des méninges et de la moelle épinière, à travers les ventricules du cerveau.